# Пазено
Пазено (укр. Пазено; до 2016 г. — Петровское) — село Соледарской городской общине Бахмутского района Донецкой области Украины.
Код КОАТУУ — 1420981006. Население по переписи 2001 года составляет 16 человек. Почтовый индекс — 84530. Телефонный код — 6274.